# 小維什諾皮爾
49°54′10″N 27°33′59″E / 49.90278°N 27.56639°E
小維什諾皮爾（羅馬化：Malyi Vyshnopil）是位於烏克蘭西部的村莊，由赫梅利尼茨基州裡赫梅利尼茨基區的舊奧斯特羅皮利市鎮負責管轄。該村面積0.21平方公里，海拔高度272米，2001年人口50，人口密度每平方公里239.2人。